# Daniel Viejo
Viejo  Redondo est un nom espagnol. Le premier nom de famille, en général paternel, est Viejo ; le second, en général maternel, souvent omis, est Redondo.
José Daniel Viejo Redondo (né le 8 décembre 1997 à Oviedo dans les Asturies) est un coureur cycliste espagnol.

## Biographie
En 2016, Daniel Viejo évolue au sein de l'équipe Gomur-Cantabria Deporte-Ferroatlántica. Bon sprinteur, il s'impose sur une étape du Tour de La Corogne, du Tour de Navarre et du Tour de Palencia. Il devient également double champion régional des Asturies, dans la course en ligne et le contre-la-montre. Il rejoint ensuite l'équipe continentale Unieuro Trevigiani-Hemus 1896 en 2017,. Sous ses nouvelles couleurs, il se classe deuxième d'une étape du Tour de Mersin, quatrième du Grand Prix Izola ou encore huitième d'une étape sur le Tour de Slovaquie. 
En 2018, il intègre la réserve de l'équipe Caja Rural-Seguros RGA. Pour son retour chez les amateurs, il s'impose à deux reprises dans des courses par étapes et obtient de nombreuses places d'honneur. Ses bons résultats lui permettent d'être recruté par l'équipe continentale professionnelle Euskadi-Murias en 2019. 

## Palmarès et résultats

### Palmarès par année
- 2014
  - 2e du championnat d'Espagne de vitesse juniors
- 2015
  - 3e du championnat d'Espagne de l'américaine juniors
- 2016
  - Champion des Asturies sur route
  - Champion des Asturies du contre-la-montre
  - 1re étape du Tour de La Corogne
  - 3e étape du Tour de Navarre
  - 4e étape du Tour de Palencia
  - 3e du Tour de Ségovie.
- 2018
  - 1re étape du Tour de Castellón
  - 2e étape du Tour des Landes (contre-la-montre par équipes) ;
  - 2e étape du Tour de Cantabrie
  - 2e du Zumaiako Saria
  - 2e du Grand Prix Macario
  - 2e de la Klasika Lemoiz 
  - 3e du Trophée Eusebio Vélez

### Classements mondiaux
| Année           | 2017 |
| --------------- | ---- |
| UCI Europe Tour | 892e |